# BALANCe
BALANCe（バランス）は、tatsumaki（小室哲哉・DJ DRAGON）プロデュースによる3人組音楽ユニットである。

## 来歴
- 2000年8月にデビューし、同年3枚のシングルを発表。
- 「1stアルバムが2001年2月28日発売」と告知されたが発売されなかった[1][2]。
- 2001年からはTRFのSAMがプロデュースとオーガナイズを担当したトランス・ユニット「zento」に参加。
- 2002年10月31日に解散。

## 概要
1999年夏よりオーディションを繰り返して、小室はどういう展開をするか悩んでいた。デビュー当初のコンセプトは「J-HIP HOP」であった。
ユニット名の由来は、「メインヴォーカルを担当するKIYOKO」「ダンス面を引っ張るNAO」「モデルであり、ファッション面でのアイディアを担うEMA」という、歌・ダンス・ファッションと異なる専門分野をミックスしてバランスをとっている3人から小室がインスパイアされた事から付けた。
小室が本格的にトランスに着手する切っ掛けになったユニットであり、アナログ盤もリリースされた。発売当時小室のクレジットは伏せられていたが、アナログ盤が予想以上の売り上げを示した事により、「自分の名前が無くても売れる」「トランスがこれからの若者に通じる」と手応えを感じたという。

## メンバー
KIYOKO（キヨコ）
三重県出身。メインボーカル。
解散後はMintと改名し、歌手として活動中。
NAO（ナオ）
本名：三宅尚子（みやけ なおこ、1980年8月28日 - 、大阪府出身）。
解散後は歌手、女優として活動していたが2007年に引退。
EMA（エマ）
千葉県出身。
解散後はアパレルメーカーのデザイナーとして活動している。

## ディスコグラフィー

### シングル
1. MOVE YOUR BODY（2000年8月30日発売、AVCD-30113）
  - オリコン週間チャート最高92位。| 全作詞・作曲・編曲: tatsumaki。 |                                   |           |            |      |
| #                               | タイトル                          | 作詞      | 作曲・編曲 | 時間 |
| 1.                              | 「MOVE YOUR BODY (RADIO EDIT)」   | tatsumaki | tatsumaki  | 3:21 |
| 2.                              | 「MOVE YOUR BODY (STRAIGHT RUN)」 | tatsumaki | tatsumaki  | 5:01 |
| 3.                              | 「MOVE YOUR BODY (INSTRUMENTAL)」 | tatsumaki | tatsumaki  | 5:01 |
| 4.                              | 「MOVE YOUR BODY (ACCAPELLA)」    | tatsumaki | tatsumaki  | 4:57 |
| 合計時間:                       | 合計時間:                         | 18:20     |            |      |
2. GET INTO YOU SUDDENLY（2000年10月12日発売、AVCD-30132）
  - シングル上では作詞・作曲・編曲はtatsumaki名義となっているが、後述のコンピレーション盤などに収録された際には、作詞は小室みつ子、作曲・編曲は小室哲哉と表記されている。
  - オリコン週間チャート最高86位。| 全作詞: 小室みつ子、全作曲・編曲: 小室哲哉。 |                                            |            |            |      |
| #                                            | タイトル                                   | 作詞       | 作曲・編曲 | 時間 |
| 1.                                           | 「GET INTO YOU SUDDENLY (RADIO EDIT)」     | 小室みつ子 | 小室哲哉   | 5:31 |
| 2.                                           | 「GET INTO YOU SUDDENLY (BREAKDOWN MIX)」  | 小室みつ子 | 小室哲哉   | 5:21 |
| 3.                                           | 「GET INTO YOU SUDDENLY (JAMASTER A MIX)」 | 小室みつ子 | 小室哲哉   | 7:13 |
| 4.                                           | 「GET INTO YOU SUDDENLY (INSTRUMENTAL)」   | 小室みつ子 | 小室哲哉   | 5:31 |
| 5.                                           | 「GET INTO YOU SUDDENLY (ACCAPELLA)」      | 小室みつ子 | 小室哲哉   | 5:22 |
| 合計時間:                                    | 合計時間:                                  | 28:58      |            |      |
3. NOW I'M HERE（2000年12月13日発売、AVCD-30156）
  - SPONTANEOUSがラップで参加している。
  - 『Panasonic MDコンポ』CMソング。
  - メンバー3人がメタリックな宇宙人に扮してCMに登場した[2]。
  - 仮タイトルは「ALL ABOUT YOU」であった[6]。
  - サビはスコットランドの民謡『Bluebells of Scotland』から引用した[7]。
  - オリコン週間チャート最高40位。| 全作詞: tatsumaki（RAP詞: SPONTANEOUS）、全作曲・編曲: tatsumaki。 |                                         |                                 |            |      |
| #                                                                  | タイトル                                | 作詞                            | 作曲・編曲 | 時間 |
| 1.                                                                 | 「NOW I'M HERE (STRAIGHT RUN)」         | tatsumaki（RAP詞: SPONTANEOUS） | tatsumaki  | 4:43 |
| 2.                                                                 | 「NOW I'M HERE (JUNIOR VASQUES REMIX)」 | tatsumaki（RAP詞: SPONTANEOUS） | tatsumaki  | 8:30 |
| 3.                                                                 | 「NOW I'M HERE (TV MIX)」               | tatsumaki（RAP詞: SPONTANEOUS） | tatsumaki  | 4:43 |
| 4.                                                                 | 「NOW I'M HERE (ACCAPELLA)」            | tatsumaki（RAP詞: SPONTANEOUS） | tatsumaki  | 4:44 |
| 5.                                                                 | 「NOW I'M HERE (JUNIOR'S DUB MIX)」     | tatsumaki（RAP詞: SPONTANEOUS） | tatsumaki  | 6:49 |
| 合計時間:                                                          | 合計時間:                               | 29:29                           |            |      |

### リミックスシングル
1. GET INTO YOU SUDDENLY REMIX（2000年12月13日発売、CD盤：AVCD-30193、アナログ盤：RR12-88195）
  - 『BALANCe OF TRANCE』名義のシングル。CDとアナログ盤の2形態で発売された。
  - 小室が始めて手がけたトランス作品である[8]。| 全作詞: 小室みつ子、全作曲・編曲: 小室哲哉。 |                                                                |            |            |       |
| #                                            | タイトル                                                       | 作詞       | 作曲・編曲 | 時間  |
| 1.                                           | 「GET INTO YOU SUDDENLY REMIX (tatsumaki remix)」              | 小室みつ子 | 小室哲哉   | 10:39 |
| 2.                                           | 「GET INTO YOU SUDDENLY REMIX (tatsumaki remix instrumental)」 | 小室みつ子 | 小室哲哉   | 10:36 |
| 合計時間:                                    | 合計時間:                                                      | 21:15      |            |       |

### その他
いずれも『GET INTO YOU SUDDENLY』が収録されている。
- VARIOUS ARTISTS FEATURING songnation（2002年1月23日発売）
アルバムバージョンで収録されている。
- song+nation2 trance（2002年3月6日発売）
タイトルは「GET INTO YOU SUDDENLY (tatsumaki remix)」だがリミックスシングル盤とは異なるアレンジが施されている。
- Digitalian is remixing（2012年3月21日発売）
小室哲哉のリミックスアルバム。ボーカリストを新たに起用して再録したリメイクバージョンとなっている。
- TETSUYA KOMURO EDM TOKYO（2014年4月2日発売）
小室哲哉のアルバム。ボーカリストを新たに起用して再録したリメイクバージョンとなっている。
- TETSUYA KOMURO ARCHIVES "T"（2018年6月27日発売）
小室哲哉のコンピレーションアルバム。

## 参加イベント
- 麻薬・覚せい剤禍撲滅運動東京大会「YES TO LIFE FESTIVAL 2000」（2000年）
- Rendez-vous in Space 2001（2000年 - 2001年）
- zento（2001年）